# Oderisi da Gubbio
Oderisi da Gubbio (Gubbio ca. 1240 ~ Roma 1299) fue un miniaturista medieval italiano.
Perteneciente a la escuela de Cimabue, citado por Dante en la Divina Comedia (más exactamente en la sección El Purgatorio), fue artista de gran renombre.

Nacido en la ciudad umbra de Gubbio sin embargo se encuentra atestiguada su residencia en Bolonia entre 1268 y 1271. En 1295 se encontraba en Roma donde falleció en el 1299. Dos libros misales miniados por él se pueden admirar en la Canonica di San Pietro, Roma. También les son atribuidas las iniciales de la reedición de un digesto de Justiniano que se encuentra en Turín y un gradual dominico que se halla en Módena.